# Sejidae
Sejidae Berlese, 1885 é uma família de ácaros pertencentes à superfamília Sejoidea da ordem Mesostigmata.

## Géneros e espécies
Os seguintes géneros e espécies integram a família Sejidae:
Archaeopodella Athias-Henriot, 1977
- Archaeopodella scopulifera Athias-Henriot, 1977

Asternolaelaps Berlese, 1923
- Asternolaelaps australis Womersley & Domrow, 1959
- Asternolaelaps castrii Athias-Henriot, 1972
- Asternolaelaps fecundus Berlese, 1923
- Asternolaelaps nyhleni (Sellnick, 1953)
- Asternolaelaps putriligneus Kaczmarek, 1984
- Asternolaelaps querci Wisniewski & Hirschmann, 1984

Epicroselus Berlese, 1904
- Epicroselus angellioides Berlese, 1904

Ichthyostomatogaster Sellnick, 1953
- Ichthyostomatogaster nyhleni Sellnick, 1953

Iphidinychus Berlese, 1913
- Iphidinychus balazyi Hirschmann & Wisniewski, in Hirschmann, Wisniewski & Hiramatsu 1992
- Iphidinychus kakumeiensis Hiramatsu & Hirschmann, in Hirschmann, Wisniewski & Hiramatsu 1992
- Iphidinychus manicatus (Berlese, 1913)

Sejus C.L.Koch, 1836
- Sejus acanthurus Canestrini, 1884
- Sejus armatus (Fox, 1947)
- Sejus australis Hirschmann & Kaczmarek, in Hirschmann, Wisniewski & Kaczmarek 1991
- Sejus bakeriarmatus Hirschmann, in Hirschmann, Wisniewski & Kaczmarek 1991
- Sejus boliviensis Hirschmann & Kaczmarek, in Hirschmann, Wisniewski & Kaczmarek 1991
- Sejus bugrovskii Wisniewski & Hirschmann, in Hirschmann, Wisniewski & Kaczmarek 1991
- Sejus camerunis Wisniewski & Hirschmann, in Hirschmann, Wisniewski & Kaczmarek 1991
- Sejus congoensis Wisniewski & Hirschmann, in Hirschmann, Wisniewski & Kaczmarek 1991
- Sejus cubanus Wisniewski & Hirschmann, in Hirschmann, Wisniewski & Kaczmarek 1991
- Sejus geometricus Hirschmann & Kaczmarek, in Hirschmann, Wisniewski & Kaczmarek 1991
- Sejus hinangensis Hirschmann & Kaczmarek, in Hirschmann, Wisniewski & Kaczmarek 1991
- Sejus indicus Bhattacharyya, 1978
- Sejus italicus Berlese, 1916
- Sejus javensis Hirschmann & Kaczmarek, in Hirschmann, Wisniewski & Kaczmarek 1991
- Sejus klakahensis Hirschmann, in Hirschmann, Wisniewski & Kaczmarek 1991
- Sejus krantzi Hirschmann, in Hirschmann, Wisniewski & Kaczmarek 1991
- Sejus manualkranzi Hirschmann, in Hirschmann, Wisniewski & Kaczmarek 1991
- Sejus marquesanus Hirschmann, in Hirschmann, Wisniewski & Kaczmarek 1991
- Sejus mesoafricanus Wisniewski & Hirschmann, in Hirschmann, Wisniewski & Kaczmarek 1991
- Sejus novaezealandiae Fain & Galloway, 1993
- Sejus oblitus Hirschmann, in Hirschmann, Wisniewski & Kaczmarek 1991
- Sejus polonicus Hirschmann & Kaczmarek, in Hirschmann, Wisniewski & Kaczmarek 1991
- Sejus porosus (Domrow, 1957)
- Sejus posnaniensis Hirschmann & Kaczmarek, in Hirschmann, Wisniewski & Kaczmarek 1991
- Sejus rafalskii Wisniewski & Hirschmann, in Hirschmann, Wisniewski & Kaczmarek 1991
- Sejus savannakhetianus Hirschmann & Kaczmarek, in Hirschmann, Wisniewski & Kaczmarek 1991
- Sejus sejiformis
- Sejus solaris Wisniewski & Hirschmann, in Hirschmann, Wisniewski & Kaczmarek 1991
- Sejus stebaevi Wisniewski & Hirschmann, in Hirschmann, Wisniewski & Kaczmarek 1991
- Sejus tanganicus Hirschmann & Kaczmarek, in Hirschmann, Wisniewski & Kaczmarek 1991
- Sejus venezuelanus Hirschmann & Wisniewski, 1994
- Sejus viduus C.L.Koch, 1839
- Sejus vitzthumiangelioides Hirschmann, in Hirschmann, Wisniewski & Kaczmarek 1991
- Sejus vitzthumiseurati Hirschmann, Wisniewski & Kaczmarek, 1991

Uropodella Berlese, 1888
- Uropodella camini Hirschmann & Zirngiebl-Nicol, 1984
- Uropodella congoensis Wisniewski & Hirschmann, 1991
- Uropodella krantzi Hirschmann & Zirngiebl-Nicol, 1984
- Uropodella laciniata Berlese, 1888

Willmannia Balogh, 1938
- Willmannia sejiformis Balogh, 1938

Zuluacarus Trägårdh, 1906
- Zuluacarus termitophilus Trägårdh, 1906